# 関市内巡回バス
関市内巡回バス（せきしないじゅんかいバス）とは、岐阜県関市が岐阜バスおよびドライビングサービスに委託して運行しているコミュニティバスである。関シティバスともいう。

## 概要
旧関市内の路線と、関市に編入された町村と旧関市内を結ぶ路線、関市に編入された旧町村内の路線に分類される。また、一部の路線はデマンドバスとなっており、予約が必要である。

## 現行路線

### 関市に編入された町村と旧関市内を結ぶ路線（関シティバス）
数字は系統番号。

#### 1 関板取線
- せき東山 - 関中央病院 - 中濃厚生病院 - 関市役所・わかくさプラザ - 関シティターミナル - 栄町1丁目 - 池尻 - 広見 - バロー武芸川店北 - 武芸川温泉 - 武芸谷口 - 寺尾 - 洞戸観光やな - ほらどキウイプラザ
- せき東山 - 関中央病院 - 中濃厚生病院 - 関市役所・わかくさプラザ - 関シティターミナル - 栄町1丁目 - 池尻 - 広見 - バロー武芸川店北 - 武芸川温泉 - 武芸谷口 - 山県高校前 - 樫瀬 - 出戸 - ほらどキウイプラザ
  - 山県高校経由は平日のみの運行。
  - 寺尾経由は、汾陽寺〜美谷学園間で急カーブや急勾配が続くため、凍結時は危険防止上、山県高校経由に迂回運行されることがある。
  - 担当は岐阜バス関営業所。

#### 2 関上之保線・上之保関商工線
- 中濃厚生病院 - 関市役所・わかくさプラザ - 関シティターミナル - せき東山 - 岐阜医療科学大学前 - 大平賀 - 神野 - 上日立 - 殿村 - 武儀事務所 - 武儀生涯学習センター − 武儀倉口 − （上之保温泉）- 上之保小学校 - 上之保事務所 -（日本教）
- 関商工前 - 関高校前 - 関口駅 - せき東山 - 岐阜医療科学大学前 - 大平賀 - 神野 - 上日立 - 殿村 - 武儀事務所 - 武儀生涯学習センター - 上之保小学校 - 上之保事務所
  - 関商工発着便（上之保関商工線）は平日1往復のみの運行。また、平日の上之保事務所発の始発便はせき東山止め。
  - 日曜1往復のみ日本教発着となる。また、休日の1往復は途中上之保温泉に立ち寄る。
  - この路線は上之保側を基準としてダイヤが組まれている。そのため、平日に武儀生涯学習センターから先の上之保方面へその日のうちにバスで往復する場合、往復のどちらかは（時間帯によっては往復とも）武儀生涯学習センターから後述の津保川地域巡回バス（一部便は要予約）に乗り換える必要がある。
  - 担当は岐阜バス関営業所。

### 旧関市内路線
数字は系統番号。なお、系統番号がDから始まる線区は、予約が必要なデマンドバスである。

#### 3 買い物循環線
- せき東山 - バロー関ひがし店 - 刃物会館前 - 関自動車学校 - マーゴ - バロー関緑ヶ丘店 - 関シティターミナル - 関市役所・わかくさプラザ - 中濃厚生病院 - せき東山
  - 上記の経路の正順が東回りで、逆順が西回り。
  - 各便はせき東山で運行を終えるが、乗継券制度を採用しているため、引き続きせき東山を跨いで乗り継ぐ場合は1乗車分の料金で目的地に行くことができる。この場合、第1乗車のバスをせき東山で降りる際、運転士に乗継券を要求する。そして、受け取った乗継券を、せき東山で乗り継いだ第2乗車のバスを降りる際に運転士に手渡せばよい。
  - 担当は岐阜バス関営業所。

#### 11 わかくさ・小金田線
- 中濃厚生病院 → 関市役所・わかくさプラザ → 関シティターミナル → 関自動車学校 → マーゴ → ベイシア（百年公園北口）→ 百年公園 → こがねだ診療所 → 保戸島公民センター → 下白金公民センター → 関市山田 → 虹ヶ丘 → 津保川台 → 小金田 → 小屋名 → 百年公園 → ベイシア（百年公園北口）→ マーゴ → 関自動車学校 → 関シティターミナル → 関市役所・わかくさプラザ → 中濃厚生病院
  - 片循環で、矢印の向きの順番で運行する。
  - 月・火曜日・12月29日に運行する全ての便と、水〜日曜日の第1便は百年公園バス停には立ち寄らない。
  - 担当は岐阜バス関営業所。

#### 12 わかくさ・千疋線
- 中濃厚生病院 → 関市役所・わかくさプラザ → 関シティターミナル → 栄町1丁目 → 赤土坂 → ベイシア（百年公園北口）→ 千疋公民館 → 植野永田屋商店前 → 千疋大橋 → 大平台タウン → ベイシア（百年公園北口）→ 赤土坂 → 栄町1丁目 → 関シティターミナル → 関市役所・わかくさプラザ → 中濃厚生病院
- 中濃厚生病院 → 関市役所・わかくさプラザ → 関シティターミナル → マーゴ → 赤土坂 → ベイシア（百年公園北口）→ 千疋公民館 → 植野永田屋商店前 → 千疋大橋 → 大平台タウン → ベイシア（百年公園北口）→ 赤土坂 → マーゴ → 関シティターミナル → 関市役所・わかくさプラザ → 中濃厚生病院
  - 1日に5便が運行され、そのうち第1便と第2便は栄町1丁目経由、それ以外はマーゴ経由として運行される。
  - 片循環で、矢印の向きの順番で運行するが、第1便は大平台タウンから運行を始め、最終便は大平台タウンで運行を終える。
  - 担当は岐阜バス関営業所。

#### D1 わかくさ・富野線
- 関シティターミナル - 関市役所・わかくさプラザ - 中濃厚生病院 - 塔ノ洞 - 中池公園 - 美濃市富野 - 八神 - 藤谷北
  - 1日4往復運行される。
  - 予約締め切り時刻は、関シティターミナル行きの1便目が前の日の17時、それ以外は始発停留所発車時刻の45分前である。
  - 担当はドライビングサービス。

#### D2 わかくさ・田原線
- 関シティターミナル → 関市役所・わかくさプラザ → 中濃厚生病院 → 関口駅 → 肥田瀬 → 関中央病院 → 向陽台団地 → 田原ふれあいセンター → 大杉 → 関中央病院 → 肥田瀬 → 関口駅 → 中濃厚生病院 → 関市役所・わかくさプラザ → 関シティターミナル
  - 矢印の向きの順に運行される片循環で、1日4便運行される。
  - 予約締め切り時刻は、1便目が前の日の17時、それ以外は始発停留所発車時刻の45分前である。
  - 担当はドライビングサービス。

#### D3 わかくさ・迫間線
- 関シティターミナル - 関市役所・わかくさプラザ - 中濃厚生病院 - 関口駅 - 肥田瀬 - 関中央病院 - 桜台 - 向陽台団地 - 子迫間公民館 - 迫間台中央公園 - 大岩不動口 - 下迫間公民館
  - 1日4往復運行される。
  - 予約締め切り時刻は、関シティターミナル行きの1便目が前の日の17時、それ以外は始発停留所発車時刻の45分前である。
  - 担当はドライビングサービス。

#### D4 わかくさ・向山線
- 中濃厚生病院 → 関市役所・わかくさプラザ → 関シティターミナル → マーゴ → 稲口 → 関商工西 → 桐谷住宅 → 向山団地 → 稲口 → マーゴ → 関シティターミナル → 関市役所・わかくさプラザ → 中濃厚生病院
  - 矢印の向きの順に運行される片循環で、1日5便運行される。
  - 予約締め切り時刻は、1便目が前の日の17時、それ以外は始発停留所発車時刻の45分前である。
  - 担当はドライビングサービス。

### 関市に編入された旧町村内の路線
洞戸地域内バス（デマンド運行）

#### 板取地域内バス
- ほらどキウイプラザ - 栗原集会所 - モネの池 - すぎの子キャンプ場 - 福祉センター - 板取事務所 - 板取体育館前 - 21世紀の森 - 板取川温泉 - 板取スイス村 - 板取門原 -（三洞）
  - 岐阜バス板取線廃止区間の代替バスである。
  - 板取方面行きのうち、平日・休日とも最終便は板取事務所で、平日の最終便1本前は板取川温泉で運行を終える。
  - 板取門原から先の三洞へは予約しての運行となる。また、一部の便では板取スイス村から先の区間は予約しての運行となっている。

#### 武芸川地域内バス
- 巡回バスと便利バスの2種類が存在。いずれも平日のみの運行であるが、便利バスは曜日によってダイヤが異なる。

武儀地域内バス（デマンド運行）

上之保地域内バス
全部で4つのコースがある。どのコースも、土・休日及び12月29日から1月3日までの間以外は毎日運行しているが、一部の便は始発停留所発車時刻の1時間前まで（第1便が要予約であれば前の日の17時まで）に予約が必要。

#### 鳥屋市コース
- （上之保小学校）- 上之保事務所 - 川合車庫 - 少合 - 行合本郷 - 戸丁集会所 - 平岩 − 鳥屋市
  - 旧上之保村東部の行合地区を経由し、北東部の鳥谷市地区までを結ぶ。

#### 船山コース
- 上之保事務所 - 上之保小学校 - 船山口 - 横平 - 太田 - 鳴岩 - 明光寺 - 上之保船山
  - 船山口バス停で先述の関上之保線と分岐し、北上する形で北西部の船山地区までを結ぶ。

#### 明ケ島コース
- （上之保小学校）- 上之保事務所 - 川合車庫 - 阿木 - 明ケ島

#### 上之保事務所~殿村局前コース
- 上之保事務所 - 上之保小学校 - 船山口 -（上之保温泉）- 武儀生涯学習センター − （武儀郵便局 - 中野 - 若栗 - 道の駅平成 - 殿村局前）
  - このコースは、先述の関上之保線の補完を目的として運行されているので、武儀生涯学習センター発着便と乗り継ぎができるようになっている。
  - 武儀生涯学習センター発の第2・5便は、希望すれば鳥屋市、明ケ島、船山方面までそのまま送ってもらえる。

## 過去の路線
数字は廃止時点での路線番号。運行経路も廃止時点のものを記載。
4 市街地病院循環線（2020年10月1日廃止）
- 関市役所・わかくさプラザ - 中濃厚生病院 - 中池公園口 - せき東山 - 肥田瀬 - スーパーセンターオークワ関店 - 関中央病院 - 桜ヶ丘 - 関郵便局 - 関シティターミナル - 関市役所・わかくさプラザ - 中濃厚生病院
  - 関市2大病院の中濃厚生病院と関中央病院の双方を経由する循環バス。
  - 上記の運行経路の正順が東回りで、逆順が西回りだが、東回りは関市役所発中濃厚生病院行き、西回りは中濃厚生病院発わかくさプラザ行きだったため、中濃厚生病院に2回立ち寄る形がとられていた。

21 わかくさ下有知東線（2014年10月1日廃止）
- 関シティターミナル - 関市役所・わかくさプラザ - 中濃厚生病院 - 寺田団地 - 関ノ上 - 中有知 - 中濃庁舎
  - 火・木・土曜日のみ運行していた。

22 わかくさ下有知西線（2014年10月1日廃止）
- 中濃厚生病院 - 関市役所・わかくさプラザ - 関シティターミナル - 東志摩 - 中有知 - 中濃庁舎
  - 水・金・日曜日のみ運行していた。

23 わかくさ小瀬線（2014年10月1日廃止）
- 中濃厚生病院 → 関市役所・わかくさプラザ → 関シティターミナル → ピアゴ前（現：片倉グラウンド前）→ 関自動車学校 → マーゴ → 小瀬星ヶ丘 → 小瀬 → 関シティターミナル → 関市役所・わかくさプラザ → 中濃厚生病院
  - 片循環で、矢印の方向のみ運行していた。
  - 火・木・土曜日のみ運行していた。

3 マーゴ東山線（2012年10月1日廃止）
- せき東山 - 関中央病院 - 関口駅 - 中濃厚生病院 - 関市役所・わかくさプラザ - 栄町1丁目 - ピアゴ前（現：片倉グラウンド前）- 関自動車学校 - マーゴ

6 洞戸関線（2012年10月1日廃止）
- 中濃厚生病院 - 関市役所・わかくさプラザ - 下井桁 - 中有知 - 中濃庁舎
  - 1日2往復運行していた。
  - この路線は上下線とも全便が中濃庁舎で牧谷線と接続しており、乗り継いで蕨生、乙狩、洞戸方面へ行くことができた。路線名称の由来もその事からであった。

## 運賃
- 関板取線、関上之保線、上之保関商工線はゾーン制運賃で、エリアを跨ぐと100円加算される。
- 買い物循環線、わかくさ小金田線、わかくさ千疋線、わかくさ富野線、わかくさ田原線、わかくさ迫間線、わかくさ向山線、地域内バス全線は一律100円。
  - 関板取線、関上之保線、買い物循環線、わかくさ小金田線、わかくさ千疋線では岐阜バス発行のICカードayucaや、manacaやTOICA、ICOCAなどの全国の交通系ICカードが使用できる。
- また、関上之保線、関板取線、買い物循環線、わかくさ小金田線、わかくさ千疋線は岐阜バスが1000円で発売している土日祝日限定1日乗車券のホリデーパスの対象路線に含まれている。

## 歴史
- 1999年（平成11年）5月1日：旧関市が市内巡回バスの運行開始。現在の市内巡回バス（市街）の一部。岐阜バスに委託運行。
- 2004年（平成16年）10月1日：岐阜バスとの委託運行契約を解消。ドライビングサービスに委託運行を開始。
- 2005年（平成17年）2月7日：武儀郡武芸川町、武儀町、上之保村、洞戸村、板取村が関市に編入。これにより、市内巡回バス（広域）として、武芸川・洞戸・板取方面のメロディバスと、武儀・上之保方面のわかくさ号を新設。上之保村営バスは市内巡回バスに統合。
- 2005年（平成17年）4月1日：メロディバスとわかくさ号の料金設定を変更。一律200円を、現在の区間料金制度にする。
- 2006年（平成18年）4月3日：上之保・武儀線と市街線を新設。
- 2009年（平成21年）4月1日：
  - わかくさ号が岐阜バス「高野線」と統合され、岐阜バス「関板取線」となる。
  - メロディバスが廃止される。
- 2009年（平成21年）10月1日：路線の大幅な変更が行われ、従来の市街地南コース、市街地北コース、富野コース、下有知・倉知コース、瀬尻・千疋コース、小金田コース、南ヶ丘コース、田原コース、市街地線、市内巡回バス（広域）を統廃合。
- 2010年（平成22年）4月1日：マーゴ・小金田線、マーゴ・千疋線、関中央病院・田原線、関中央病院・迫間線、マーゴ・向山線  路線延長・路線名変更を実施。
- 2020年（令和2年）10月1日：ダイヤ改正。関板取線の発着地がせき東山に、関上之保線の発着地が上之保事務所（日曜日の1往復は日本教前）に変更。市街地病院循環線を廃止。

## その他
- 関上之保線の長峰坂〜小牧口バス停間は加茂郡富加町内に、関板取線の山県高校〜出戸バス停間は山県市内に存在する。